# Dwayne Johnson
Dwayne Douglas Johnson (Hayward, California, 2 de mayo de 1972), conocido como The Rock, es un actor, luchador profesional y empresario estadounidense. Se desempeñó como luchador profesional para WWE hasta su retirada oficial en 2019, aunque regresó en 2023 a tiempo parcial. Como actor, ha participado en una gran diversidad de películas en bastantes de ellas, siendo su papel como Luke Hobbs en la franquicia The Fast and the Furious uno de los más reconocidos, así como Black Adam para su cinta independiente Black Adam (2022), perteneciente al Universo extendido de DC.
Entre sus logros como luchador se destacan diez Campeonatos Mundiales: ocho como Campeón de la WWE y dos como Campeón de la WCW. También fue dos veces Campeón Intercontinental de la WWE y cinco veces Campeón Mundial en Parejas. También fue el ganador del Royal Rumble 2000 todo esto lo vuelve Campeón de las Tres Coronas. Johnson encabezó múltiples eventos de PPV, incluido seis en el evento insignia de la WWE, WrestleMania, en sus ediciones 15, 16, 17, 28, 29 y 40, siendo el único en lograrlo en cuatro décadas.
El primer papel protagonista de Johnson en una película fue en El rey Escorpión en 2002. Por esto, le pagaron $ 5.5 millones, un récord mundial para un actor en su primer papel protagónico. Organizó y produjo The Hero, una serie de reality shows y desde entonces ha seguido produciendo programas de televisión y películas a través de su productora Seven Bucks Productions. En 2013, la revista Forbes nombró a Johnson el n.º 25 entre las 100 celebridades más poderosas y ha estado entre los mejores veinte desde entonces. Fue el actor mejor pagado del mundo en el 2016. La revista Time lo nombró una de las 100 personas más influyentes del mundo en 2016. En 2001, la revista Muscle & Fitness lo nombró el «Hombre del siglo».

## Primeros años
Proviene de una familia de luchadores profesionales. Es hijo de Rocky Johnson, también conocido luchador profesional. Su madre, Ata Maivia, era de origen samoano y es hijo de los también luchadores Peter Maivia y Lia Maivia.

## Carrera como luchador profesional

### World Wrestling Federation / Entertainment / WWE

#### 1996-1997 inicios: Rocky Maivia y el odio de los fans a su personaje
En 1996, la WWE se interesó en él y lo envió a la United States Wrestling Association/USWA para que entrenara. Aquí fue conocido como «Flex Cavana» e hizo equipo con Bart Sawyer, ganando el por Parejas de la USWA dos veces aplicándoles a sus rivales un Rock Bottom.
La primera vez que luchó en la World Wrestling Federation (WWF) fue como «Rocky Maivia», una combinación del nombre de su padre Rocky Johnson y el apellido de su abuelo Peter Maivia. La combinación no era del total agrado de Johnson, pero Vince McMahon y Jim Ross lo convencieron, porque consideraban conveniente hacer mención a su calidad de luchador de tercera generación de la compañía. Su debut fue en Survivor Series 1996, el 17 de noviembre de 1996, llegando a ser el único superviviente de su equipo y ganando la pelea clásica de Survivor Series junto a su equipo, tras derrotar a Crush y a Goldust. Johnson fue presentado como un luchador face, con lo que consiguió un gran éxito. No obstante, una gran parte de los fanáticos odiaron a muerte al personaje de Rocky Maivia, al considerar que era un personaje plano, carente de aura o carisma, con unos atuendos que eran bastante ridículos para la época tomando en cuenta que WWF estaba en plena transición de la Era de la Nueva Generación a la Era de la Actitud, además de que le estaban dando demasiadas oportunidades para llevar poco tiempo en la compañía mientras que sus compañeros tenían que sufrir por una oportunidad titular. Esto hizo que un sector de los fanáticos comenzara a dedicarle cánticos ofensivos de Die Rocky Die (Muere Rocky muere) así como fuertes abucheos cuando salía al ring.
Participó en la Royal Rumble, entrando el número 25, pero fue eliminado por Mankind. El 10 de febrero de 1997, logró derrotar a Hunter Hearst Helmsley, ganando el Campeonato Intercontinental de la WWF, su primer campeonato en la empresa. Defendió con éxito el título ante el excampeón el 16 de febrero en In Your House Final Four, Vader el 3 de marzo, The Sultan en WrestleMania 13, Leif Cassidy el 24 de marzo, Bret Hart el 31 de marzo y peleó contra Savio Vega en una pelea no titular, perdiendo Rocky y en Revenge of the Taker le volvió a derrotar por cuenta de fuera. Tras esto, el 28 de abril lo perdió frente a Owen Hart.

##### Nacimiento de "The Rock"
En In your House:A Cold Day in Hell, fue derrotado por Mankind. Tras esto, Rocky Maivia cambió a heel y cambió su nombre a The Rock y se unió a Nation of Domination. Durante ese tiempo, Johnson atacó e insultó a los fanes en sus promociones. Su nuevo personaje era un antagonista de Rocky Maivia. The Rock hablaba de sí mismo en tercera persona, iniciando muchas frases con «La Roca dice...» (The Rock Says...). Las promos que rodaba marcaron el principio de una era, siendo su trabajo en las promos incluso mejor que en la industria de la lucha libre. En su autobiografía, The Rock says..., Johnson atribuye este hecho a sus clases de Comunicación en Discursos durante sus días en la Universidad de Miami.
En Nation of Domination, luchó con algunos de sus miembros, peleando contra Faarooq y Ahmed Johnson. En Bad Blood, derrotó junto a Kama y D'Lo Brown a The Legion of Doom. Luego peleó contra British Bulldog por el Campeonato Europeo de la WWF, siendo derrotado. Tras esto, en Survivor Series, Nation of Domination derrotó a The Road Warriors, siendo el último superviviente Ken Shamrock. Tras esto, luchó con Stone Cold, perdiendo su título Intercontinental frente a y luchando por él en In Your House: DX contra Stone Cold, perdiendo Johnson en menos de seis minutos, reteniendo así Austin el cinturón. La noche siguiente, Stone Cold fue sancionado por Vince McMahon haciendo que este entregara su título a The Rock.
Luego, The Rock luchó con Ken Shamrock, desafiándole a ver cuál de los dos era el más duro, pero The Rock tenía un plan que involucró a los otros miembros de la Nation. The Rock interfirió en una pelea de Faarooq, en un principio viniendo a ayudar a este, pero acabó atacando al mismo Farooq, convirtiéndose en el nuevo líder de la Nación.

#### WWF y llegada al estrellato (1998-2000)

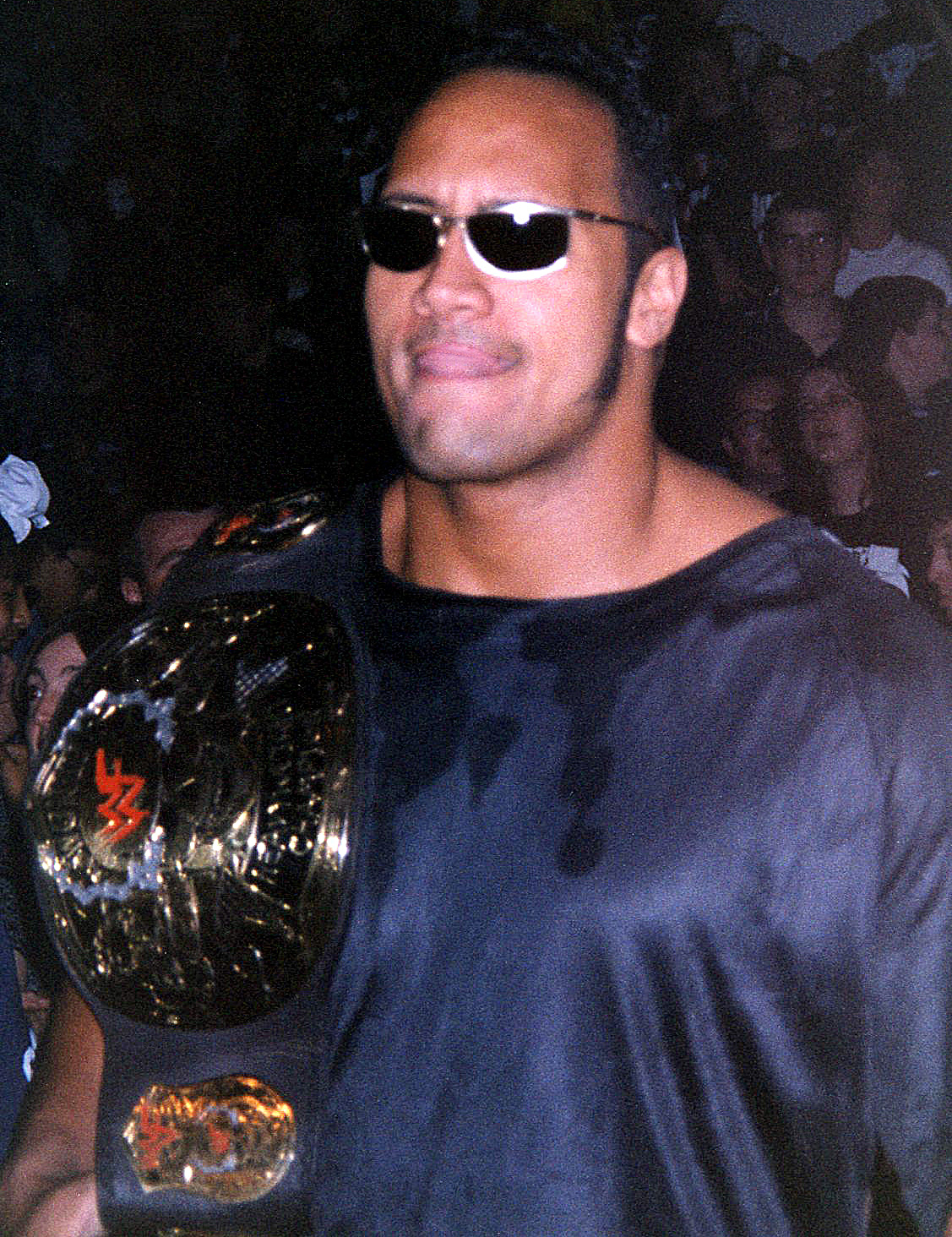
The Rock con el Modelo Smoking Skull del Campeonato de la WWF, durante su feudo con Steve Austin.

A inicios de 1998, The Rock, ahora como líder de Nation of Domination, formó una alianza con Mark Henry, el cual sirvió como su guardaespaldas. En Royal Rumble 1998, The Rock y Ken Shamrock se enfrentaron. En este combate, The Rock golpeó a Shamrock con unos puños americanos, dejándolo insconsciente. Antes de que Shamrock se recuperara, le colocó los puños americanos a este, y acto seguido se tiró al suelo. Cuando Shamrock se recuperó, el árbitro lo vio con los puños americanos en sus manos y se creyó que había golpeado a The Rock con ellos, concediéndole la victoria a The Rock por descalificación. También participó en la Royal Rumble, entrado el número 4 y siendo eliminado el último por Stone Cold Steve Austin.
Siguiendo en las luchas con Nation of Domination, The Rock y The Nation of Domination perdieron ante Ken Shamrock y Ahmed Johnson y DOA en No Way Out of Texas, en WrestleMania 14, The Rock y Shamrock se enfrentaron de nuevo, derrotando a Ken recibiendo la ayuda de la Nación y, en Over the Edge, derrotó a Farooq, reteniendo el Campeonato Intercontinental.
Tras esto, se unió a Owen Hart, Carmen y Alí para luchar por los Campeonatos por Parejas de la WWF, luchando contra New Age Outlaws. Luego se enfeudó con Triple H, luchando en una ocasión, acabando sin resultado una pelea y luchando Nation of Domination contra D-Generation X. Luego derrotaría a Triple H y defendió con éxito su título frente a X-Pac. En Fully Loaded, Triple H y él acabaron en empate en una pelea al mejor de 3 caídas. Tras esto, Nation y DX lucharon de nuevo en una Street Fight, ganando DX y la lucha acabó en SummerSlam, cuando Triple H ganó a The Rock en un Combate de escaleras con el Campeonato Intercontinental en juego.
En este período, luchó en el King of the Ring, ganando a Dan Severn pero perdiendo en la final frente a Shamrock, uniéndose otra vez a Owen Hart para luchar por el título en parejas contra Kane y Mankind, New Age Outlaws, Steve Austin y Undertaker, ganando Kane y Mankind.

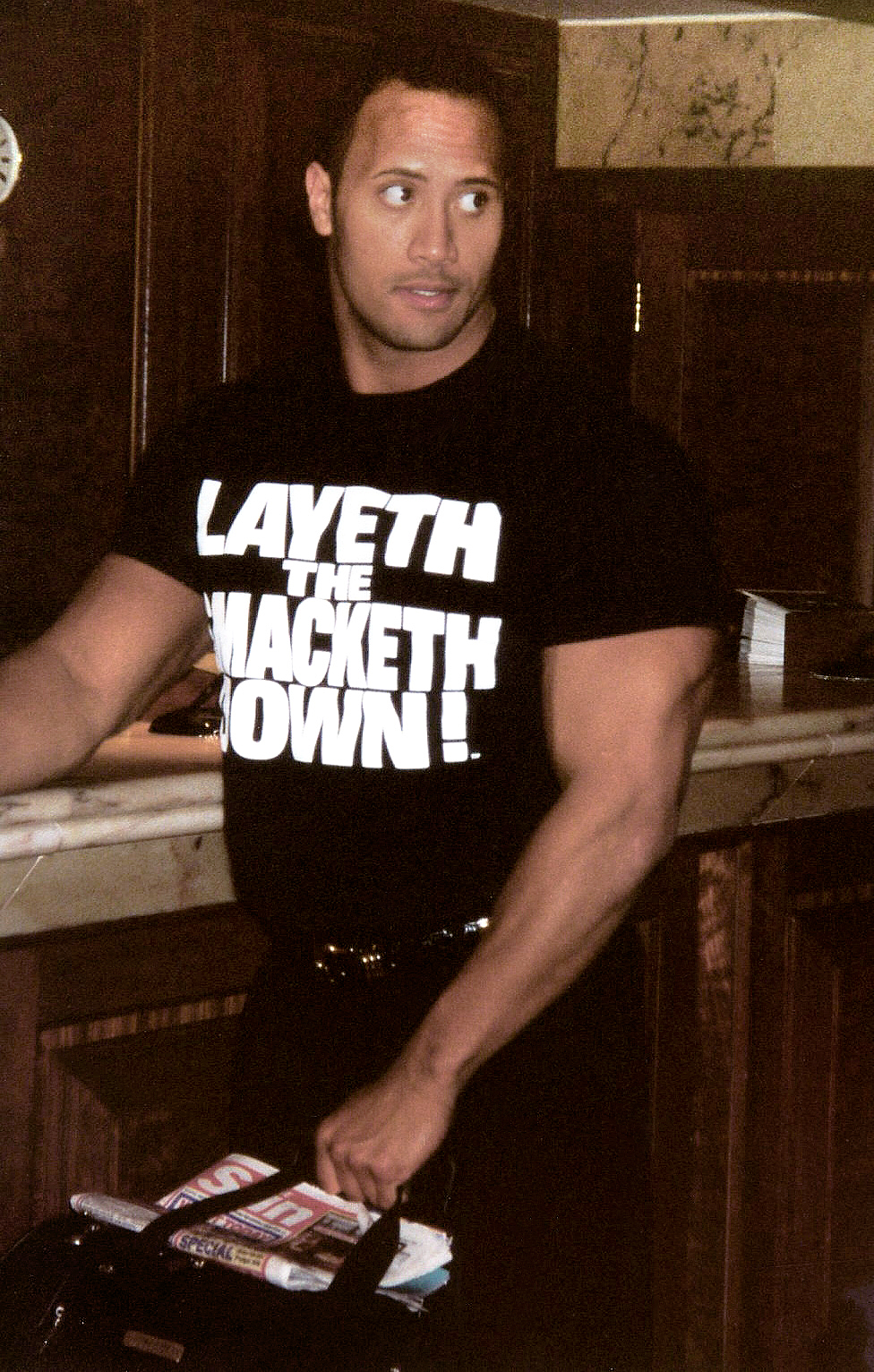
La habilidad de Rock en las promos permitió que a partir de sus frases se hiciera mercancía.

La popularidad de Johnson como The Rock subió tanto, que le permitió luchar por el Campeonato de la WWF. The Rock empezó a comportarse de una manera más divertida en las entrevistas. Los fanes le volvieron face como reacción a estas entrevistas y empezó una lucha con Vince McMahon, quién le dijo que "tenía un problema con la gente" y le contestó que él era el "People's Champion" (Campeón del Pueblo). En Survivor Series 1998, The Rock derrotó al entonces heel Mankind en las finales del torneo en el que pelearon por el vacante Campeonato de la WWF y se convirtió en el primer campeón mundial descendiente de afroamericano, y en el campeón más joven hasta ese momento. La pelea la ganó cuando le aplicó a Mankind un Sharpshooter y Vince McMahon mandó hacer sonar la campana indicando la rendición de Mankind, que no se había rendido, en una situación muy parecida a la Traición de Montreal entre Michaels y Hart, declarando a Johnson ganador.
Tras esto, se volvió heel y creó con Vince McMahon y Shane McMahon un equipo conocido como The Corporation. Su primera víctima fue Mankind, que tras atacarle los componentes del grupo se volvió face. Esto permitió una lucha entre The Rock y Mankind que giró alrededor del Campeonato de la WWF, durante el cual el título cambió de manos entre ambos. El primero fue el 4 de enero de 1999 en RAW, donde Mankind derrotó a The Rock con la ayuda de Steve Austin. Johnson consiguió el título una vez más en Royal Rumble 1999 en un I Quit match.
Más tarde, renombró su golpe "People's Elbow" a "Corporate Elbow". Esa misma noche, The Rock se enfrentó a Steve Austin por el Campeonato de la WWF de The Rock. Cuando Stone Cold estaba cubriendo a The Rock, Shamrock entró a salvar a este, sacando al árbrito del ring. Más tarde, The Undertaker apareció y golpeó a Steve Austin con una pala.
En Raw is War, el 23 de noviembre, la WWF consiguió un nuevo comisionado, Shawn Michaels, que inmediatamente pidió una lucha entre The Rock y X-Pac. Durante la lucha, Michaels golpeó a X-Pac con una silla. Con esto, The Corporation conseguía un nuevo socio: Shawn Michaels. La siguiente semana, en Raw is War, The Rock ayudó a Big Bossman en una lucha contra Mankind aplicándole el "Rock Bottom". Después, esa misma noche, The Rock derrotó a Al Snow, reteniendo el Campeonato de la WWF. The Rock se enfrentó a Mankind en In Your House: Rock Bottom, donde Mankind derrotó a The Rock y consiguió el título, pero Vince McMahon se lo devolvió a The Rock.

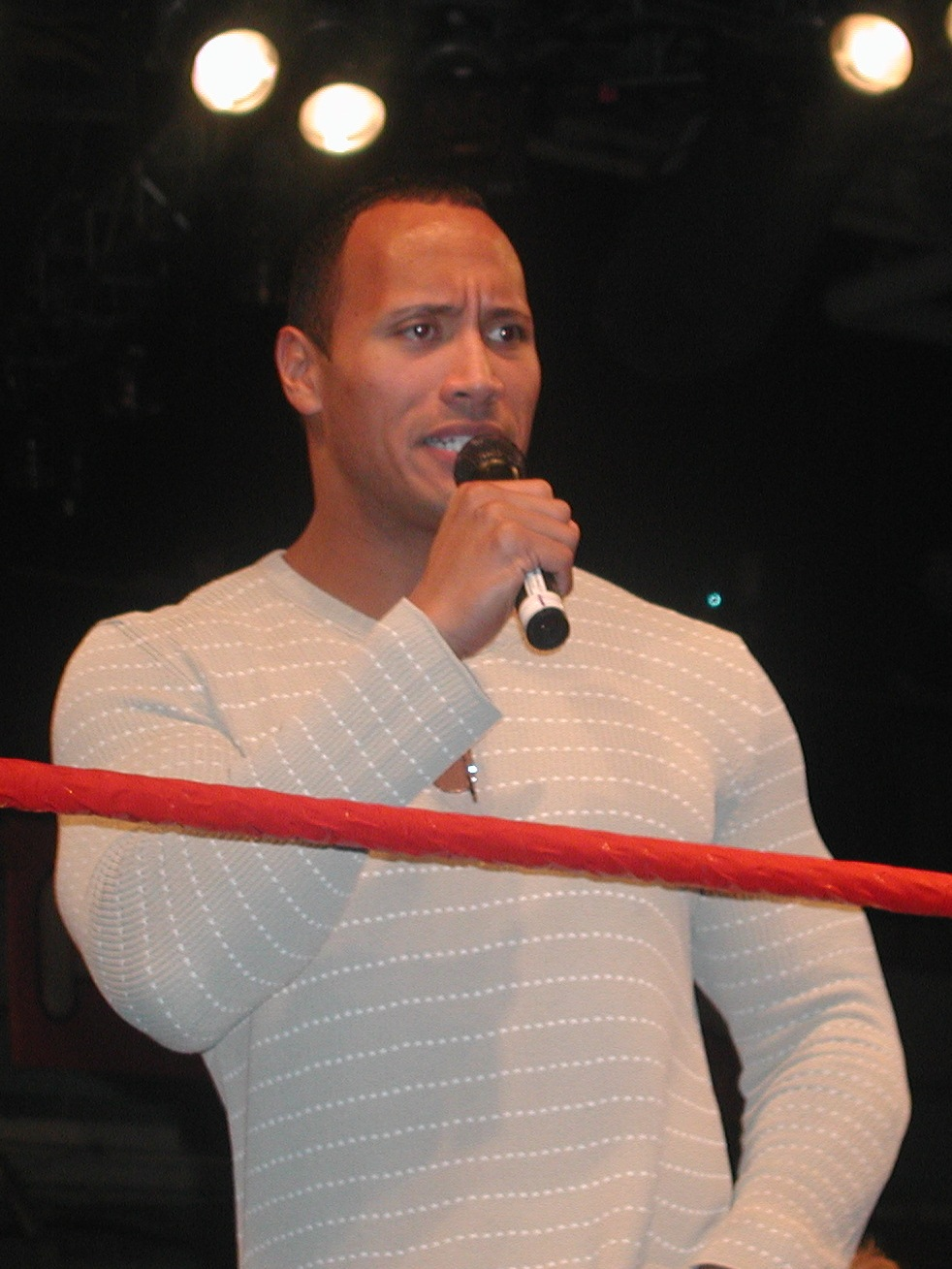
Con su debut cinematográfico, The Rock aparecía cada vez menos en la WWE, hecho que explotaron con su carácter heel.

El 4 de enero (grabado el 29 de diciembre de 1998) en Raw is War, The Rock fue obligado a pelear contra Mankind por el título. Al cabo de un rato, Ken Shamrock bajó al cuadrilátero y golpeó a Mankind en la cabeza con una silla, pero entonces Steve Austin apareció y golpeó a The Rock con la misma silla. Tras esto, puso a Mankind encima de The Rock, convirtiéndose en el nuevo Campeón de la WWF.
En Sunday Night Heat antes de Royal Rumble 1999, Mankind tuvo que pelear contra un luchador misterioso, con el fin de cansarle para su combate contra The Rock. El luchador era Mabel. En Royal Rumble 1999, peleó en un I Quit match, donde Mankind aplicó el "Mandible claw" a The Rock, pero Johnson no pudo decir "I Quit" por tener la mano de su rival en la boca. Durante la lucha, ambos hombres subieron a un andamio y The Rock golpeó a Mankind tirándolo sobre un tablero eléctrico, creando un cortocircuito. Shane McMahon intentó para detener la lucha, pero The Rock continuó y le puso unas esposas a Mankind. Tras esto le puso una escalera en la cabeza y le pegó 11 veces con una silla, destrozándole la cara. Tras esto, The Rock agarró un micrófono y se lo puso en la boca a Mankind y, sin mover los labios, se escuchó "I Quit", "I Quit", recuperando The Rock el Campeonato de la WWF. Poco después intervino en el Royal Rumble Match, donde distrajo a Steve Austin, estando sólo él y Vince McMahon en el cuadrilátero, dándole a Vince la oportunidad de eliminarle y ganar el Royal Rumble.
En In Your House: St. Valentine's Day Massacre, The Rock y Mankind se enfrentaron nuevamente, en un Last Man Standing match. Al final de este combate, ambos se aplicaron sus movimientos finales y se golpearon al mismo tiempo con una silla. El árbitro contó hasta 10 y ninguno se levantó, quedando la batalla en empate.
La noche siguiente en RAW, The Rock y Vince McMahon convencieron al comisionado Shawn Michaels para que les concediera una lucha entre The Rock y Mankind, debido a que ninguno de los dos se declaró ganador en el evento de pago por visión pasado. Shawn concedió la lucha y declaró que sería un Ladder match. El 15 de febrero la lucha tuvo lugar, ganando The Rock gracias a una interferencia de Big Show, que le aplicó a Mankind un "Chokeslam".
Con Mankind fuera del camino, The Rock tuvo que defender su Campeonato de la WWF en WrestleMania XV contra Steve Austin. The Rock perdió su título y tuvo un feudo contra Austin hasta mayo de 1999. Los fanáticos de la WWF vieron que a pesar de ser heel, empezó a hacer entrevistas cómicas, promociones, segmentos, ridiculizando a anunciadores y luchadores y esto le aumentó la popularidad. Johnson se volvió face una segunda vez después de traicionar a Vince McMahon y estableciera un feudo con The Undertaker y la "Corporate Ministry". Durante este feudo, a veces luchó contra Steve Austin. Su feudo contra Undertaker acabó con su derrota en King of the Ring 1999, donde Undertaker retuvo el Campeonato de la WWF.
Tras esto y volviendo a ser face, The Rock tuvo un feudo con Mr. Ass desde el verano de 1999, incluyendo una pelea Kiss My Ass match en SummerSlam 1999. También tuvo varias oportunidades para luchar por el Campeonato de la WWF, ambas en peleas individuales o por parejas. Hizo equipo con su antiguo enemigo Mankind, creando la famosa "Rock 'n' Sock Connection" y ganaron el Campeonato por Parejas de la WWF. El equipo, con los campeonatos, fue conocido como uno de los más entretenidos de la historia, con Mankind imitando a The Rock, quien le ignoraba. El equipo estuvo involucrado en un segmento que ocurrió en RAW llamado "This Is Your Life" ("Esta es tu vida"), en el cual Mankind se enfureció con la gente del pasado de Johnson, como su novia o su profesor de gimnasia. El segmento tuvo un 8.4 Nielsen de audiencia, siendo hasta hoy en día como el segmento que más audiencia ha tenido en la historia de RAW.

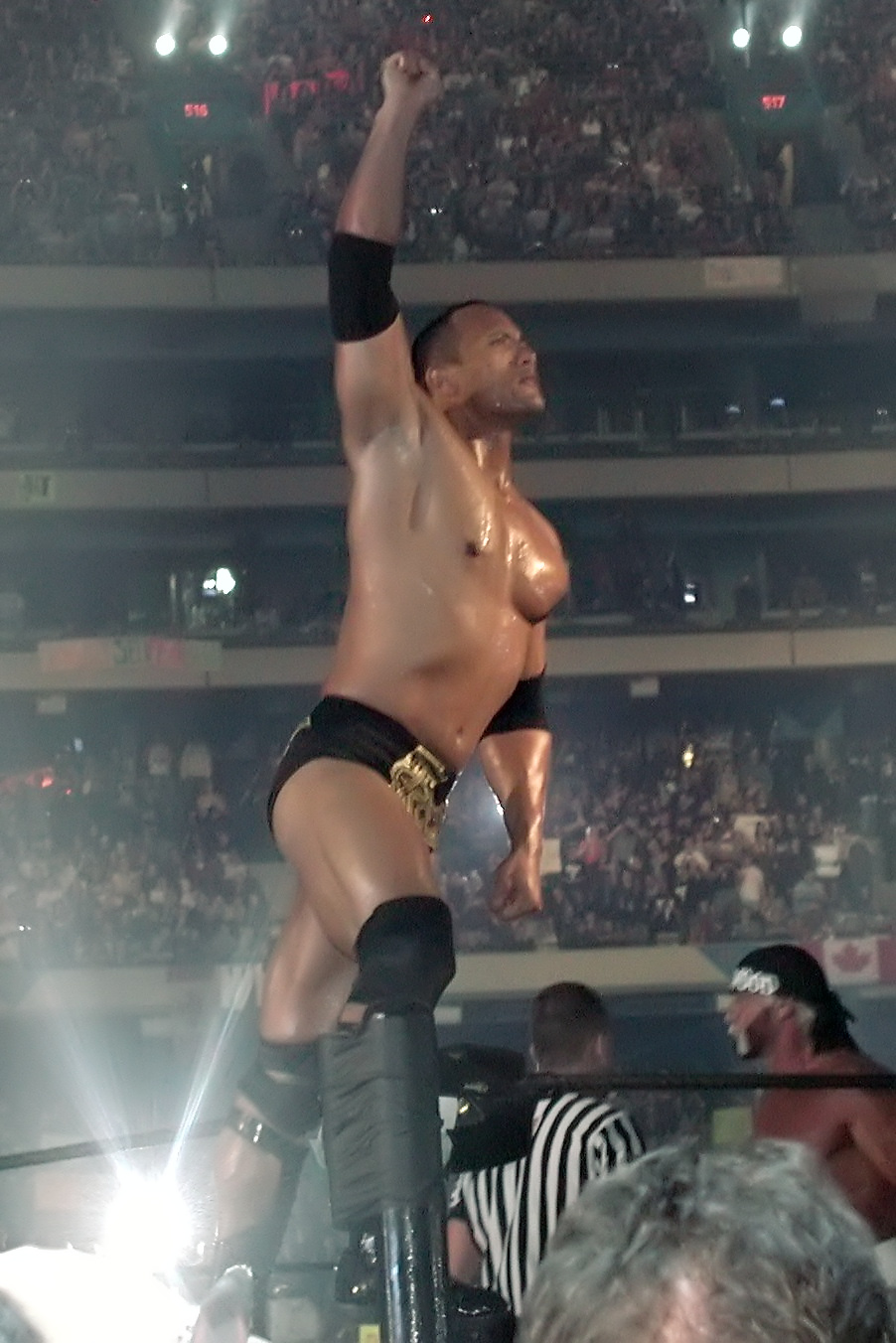
The Rock en WrestleMania X8 antes de pelear frente a Hulk Hogan.

En enero de 2000, The Rock participó en el Royal Rumble 2000 y aguantó hasta que él y Big Show fueron los únicos dos hombres que quedaban en pie. En el último momento del combate parecía que Big Show iba a lanzar a The Rock por encima de la tercera cuerda con un Running Powerslam pero The Rock se llevó a Big Show consigo, haciéndole caer fuera y volviendo al ring. Los pies de The Rock tocaron el suelo primero aunque los que estaban viendo el evento no se dieron cuenta. Big Show intentó probar que los pies de The Rock habían tocado el suelo primero y que por lo tanto él tenía que ser el verdadero ganador. Aun así, la decisión de que The Rock había ganado el Royal Rumble no podía ser revocada. Así, se disputó un combate del aspirante número uno al Campeonato de la WWF en No Way Out 2000, donde se vio a Big Show llegar a la cima después de que Shane McMahon interviniera, golpeando a The Rock con una silla cuando intentaba acabar con su oponente con un "People's Elbow". Finalmente, The Rock derrotó a Big Show el 13 de marzo de 2000 para ganar el derecho a enfrentarse al Campeón de la WWF, Triple H, en WrestleMania 2000 en un combate Fatal Four-Way Elimination donde Big Show y Mick Foley completaban los participantes. Cada luchador tenía un McMahon en su esquina; Triple H a su mujer Stephanie McMahon; Mick Foley a Linda McMahon; The Rock a Vince McMahon; y en la esquina de Big Show, Shane McMahon. Triple H retuvo el título cuando Vince golpeó a The Rock dos veces con una silla, permitiendo a Triple H cubrir a The Rock.
Durante los siguientes meses The Rock tuvo un feudo con Triple H por el Campeonato de la WWF. Un mes después de la pelea en Wrestlemania 2000, The Rock tuvo una revancha contra Triple H en Backlash 2000 en la cual Johnson ganó el título, después de que Stone Cold Steve Austin hiciera su retorno e interviniera a favor de Johnson. Después, en Judgment Day 2000, los dos pelearon en un combate de Iron Man match con Shawn Michaels como árbitro, en la cual se vio el retorno del Enterrador. The Rock fue descalificado y perdió el título porque Undertaker atacó a Triple H. La siguiente noche en RAW, Dwayne tuvo su revancha derrotando a la McMahon-Helmsley Faction con la ayuda de Undertaker. Después ganó el Campeonato de la WWF otra vez en el King of the Ring 2000 en una lucha por equipos, en la cual formó equipo con Brothers of Destruction luchando contra Vince, Shane y Triple H. Defendió su campeonato contra superestrellas como Chris Benoit, Kurt Angle, Triple H, Shane McMahon, Kane y el Enterrador.
The Rock fue también árbitro especial en una pelea por el campeonato de mujeres el cual estaba bajo resguardo de Stephanie McMahon, en esa lucha la oponente era Lita, al tener Stephanie en su esquina como reguardos a Triple H y Kurt Angle, en el cual Triple H interviene primero y los Hardy Boyz salen a defender a Lita, quedándose el resguardo a cada competidora y The Rock manteniendo el orden, hasta que Kurt Angle interviene evitando que Lita haga su llave final el Litasault, después de dejar a los Hardy Boyz fuera de combate Kurt Angle junto con Triple H, Angle le intenta dar el cinturón del campeonato femenino a Stephanie para asegurar la victoria, The Rock al darse cuenta lo introduce la ring y atacándolo luego, entra Triple H y ataca a The Rock por sorpresa al tenerlo asu merced Angle queriendo noquear con el cinturón a The Rock falla y el impacto fue a Triple H quedándose fuera de combate, luego The Rock realiza su Rock Bottom a Angle, Stephanie al ver lo sucedido intenta golpear a The Rock con el cinturón, pero lo evade y le realiza una embestida, Stephanie inconsciente es acomodada por The Rock a una distancia de la esquina, le da la orden a Lita que realice la llave que Angle le evitó (Litasault) y así Lita gana el Campeonato.
The Rock tuvo un feudo con Kurt Angle, en el cual este último en una pelea hace equipo con Edge & Christian junto a Stephanie McMahon, donde The Rock hace equipo con los Hardy Boyz acompañados de Lita, pelea que perdieron con ayuda de Stephanie McMahon, después perdió el Campeonato de la WWF frente a Kurt Angle en No Mercy 2000 en octubre. Durante este tiempo, tuvo un feudo con Rikishi y le derrotó en Survivor Series. Además participó en una pelea Hell in a Cell de seis hombres en Armageddon en la cual participaron también Undertaker, Stone Cold Steve Austin, Rikishi, Kurt Angle y Triple H por el Campeonato de la WWE reteniendo Kurt Angle el título. Tras esto, el 18 de diciembre en RAW ganó el Campeonato en Parejas de la WWF junto a Undertaker al derrotar a Edge & Christian, pero lo perdieron ante los mismos al día siguiente en SmackDown!.
Participó en Royal Rumble 2001, quedando entre los 3 finalistas, pero fue eliminado por Kane. En No Way Out 2001 The Rock tuvo su revancha y venció a Kurt Angle por el título, adquiriéndolo de nuevo. En WrestleMania X-Seven The Rock y Steve Austin volvieron a pelear por el Campeonato de la WWF, terminando nuevamente con victoria para Austin pero esta vez con la ayuda de Vince McMahon.
Luego de esto The Rock sería suspendido indefinidamente (ya que se encontraba trabajando en el rodaje de The Mummy Returns) para luego volver tres semanas antes de SummerSlam 2001 y donde ganó el Campeonato Mundial Peso Pesado de la WCW a Booker T y posteriormente se unió al bando de la WWF, que tenía una rivalidad con The Alliance (WCW y ECW), después lo defendió con éxito en Unforgiven ante Booker y Shane McMahon. Luego en No Mercy perdió el Campeonato Mundial ante Chris Jericho, en Rebellion recibió una oportunidad por el Campeonato de la WWF ante Stone Cold pero fue derrotado. En la edición de Raw del 5 de noviembre ganó su segundo Campeonato Mundial de la WCW ante Chris Jericho. Luego se unió al bando de la WWF que seguía el feudo con la La Alianza.
En Survivor Series 2001, en el evento estelar, el Team WWF (The Rock, The Undertaker, Kane, Big Show y Chris Jericho) derrotaron a The Alliance en la batalla "The Winner Takes All" la cual era una batalla tradicional de Survivor Series, The Rock quedando sólo contra Austin le aplicó el "Stunner" pero el árbitro se hallaba inconsciente; a continuación, Jericho, (quien pertenecía al bando de la federación) que acababa de ser eliminado, atacó a The Rock para que perdiera la batalla y así la WWF desapareciera, lo cual terminó siendo lo contrario, ya que Kurt Angle golpeó a Austin posteriormente con el título de la WWF en la cabeza, y tras el "Rock Bottom" consiguió llevarse la victoria.
En Vengeance, The Rock perdió el Campeonato Mundial Peso Pesado de la WCW ante Chris Jericho que minutos más tarde se convertiría en Campeón Indiscutido al derrotar a Stone Cold.

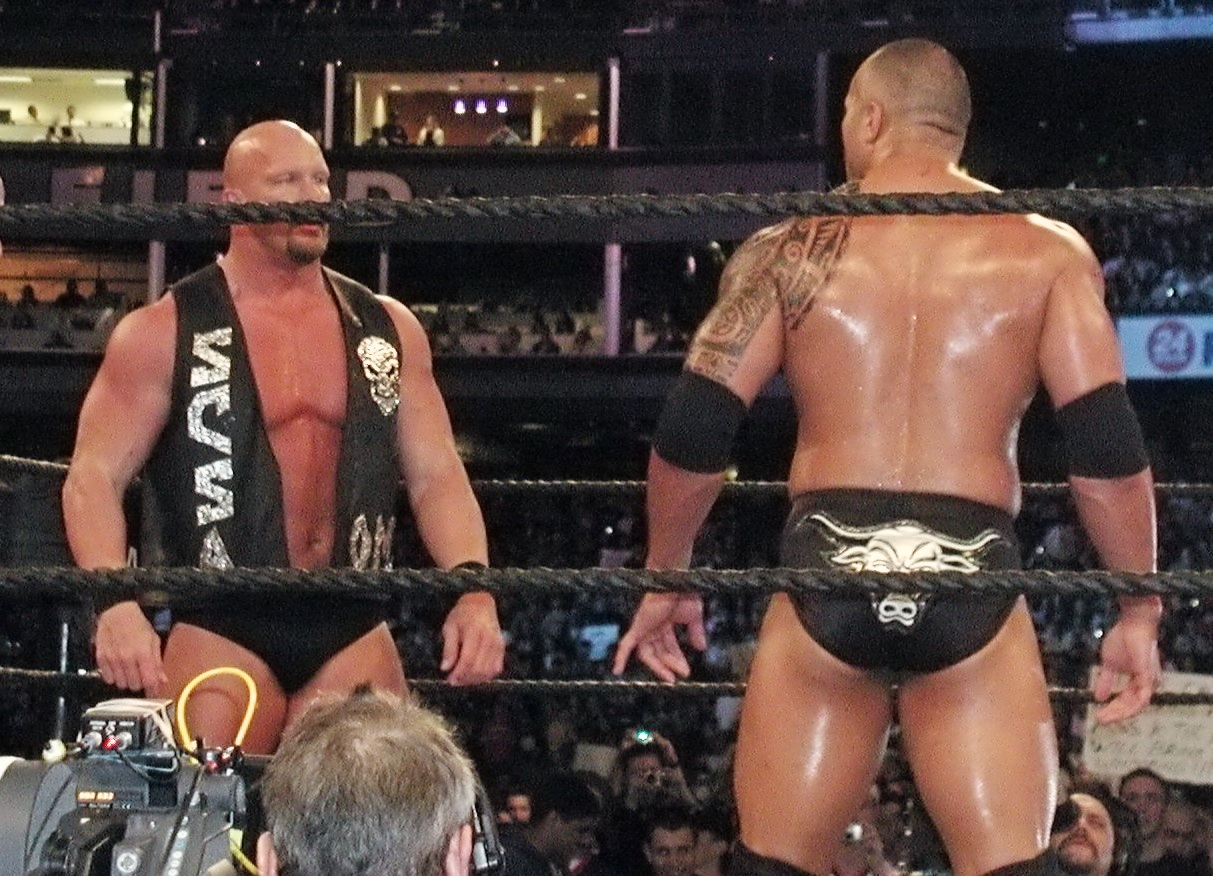
The Rock y Stone Cold Steve Austin en Wrestlemania XIX.

En Royal Rumble The Rock fue derrotado por Chris Jericho perdiendo su oportunidad de ser Campeón Indiscutido.
En No way Out derrotó a The Undertaker. Al introducir en la WWF el nWo The Rock empezó un feudo con Hollywood Hulk Hogan, enfrentándose en WrestleMania X8 con la victoria de The Rock. Esta pelea fue denominada como un "Icono vs. Icono". Los fanes de Toronto aplaudieron a Hogan, quien había vuelto a luchar en un WrestleMania por primera vez desde WrestleMania IX, a pesar de que era heel. Combate que acabó con victoria de The Rock ante Hulk Hogan el cual le reconoció su esfuerzo.
El 21 de julio de 2002, en Vengeance, The Rock rompió su récord y ganó por séptima vez el Campeonato de la WWE, bajo el nombre de Undisputed WWE Championship. Derrotó a Kurt Angle y a The Undertaker en una pelea en Vengeance tras aplicarle a Angle el Rock Bottom. The Rock defendió el título con éxito en Global Warning contra Triple H y Brock Lesnar tras cubrir a Triple H. Triple H salvó a The Rock después de que Lesnar intentara tenderle una emboscada después de la pelea. The Rock finalmente perdió el título frente a Lesnar en SummerSlam 2002, acabando con su reinado.

#### Herencia y primer retiro (2003-2004)
En el 2003, se volvió heel debido a que se alió otra vez con Vince McMahon y estableció un feudo con Hurricane Helms al que atacó en un episodio de RAW.
En No Way Out 2003 derrotó a Hulk Hogan. The Rock Participó en una Battle Royal que daría una oportunidad por el Campeonato Mundial Peso Pesado en WrestleMania XIX ante Triple H, The Rock estuvo entre los 2 finalistas pero fue eliminado por Booker T. En WrestleMania XIX, The Rock se enfrentó y derrotó a Stone Cold; esa fue la última batalla oficial de Stone Cold.
Al día siguiente, la Roca celebraba su victoria en medio del cuadrilátero en el programa de RAW cuando Goldberg lo interrumpió atacándolo con una Spear, para luego decirle que él era su nueva víctima y así enfrentarse ambos en Backlash 2003. Vince López luego golpea a Goldberg y lo deja tumbado en el suelo. Goldberg derrotó a Rock en Backlash, siendo este su último combate en luchas individuales.
En Highlight Reel 2003 se volvió por tercera vez face ya que se enfeudó con Christian y Chris Jericho y se volvió amigo de Booker T.
En el 2004 The Rock hizo un corto regreso para ayudar a su antiguo compañero Mick Foley contra sus enemigos (el grupo Evolution). El grupo formado por Foley y The Rock, Rock 'n' Sock Connection, se reunió por un día, en WrestleMania XX, donde fueron derrotados por los miembros de Evolution, Randy Orton, Ric Flair y Batista.
Hizo aparición en un episodio de RAW volviéndose amigo de Eugene y estableciendo un nuevo feudo con Jonathan Coachman.
Fue anfitrión de un "Pie-Eating Contest" durante el WWE Diva Search y terminó la serie de sesiones aplicándole a Jonathan Coachman un Rock Bottom y un People's Elbow.

#### Primeras apariciones esporádicas (2004-2009)

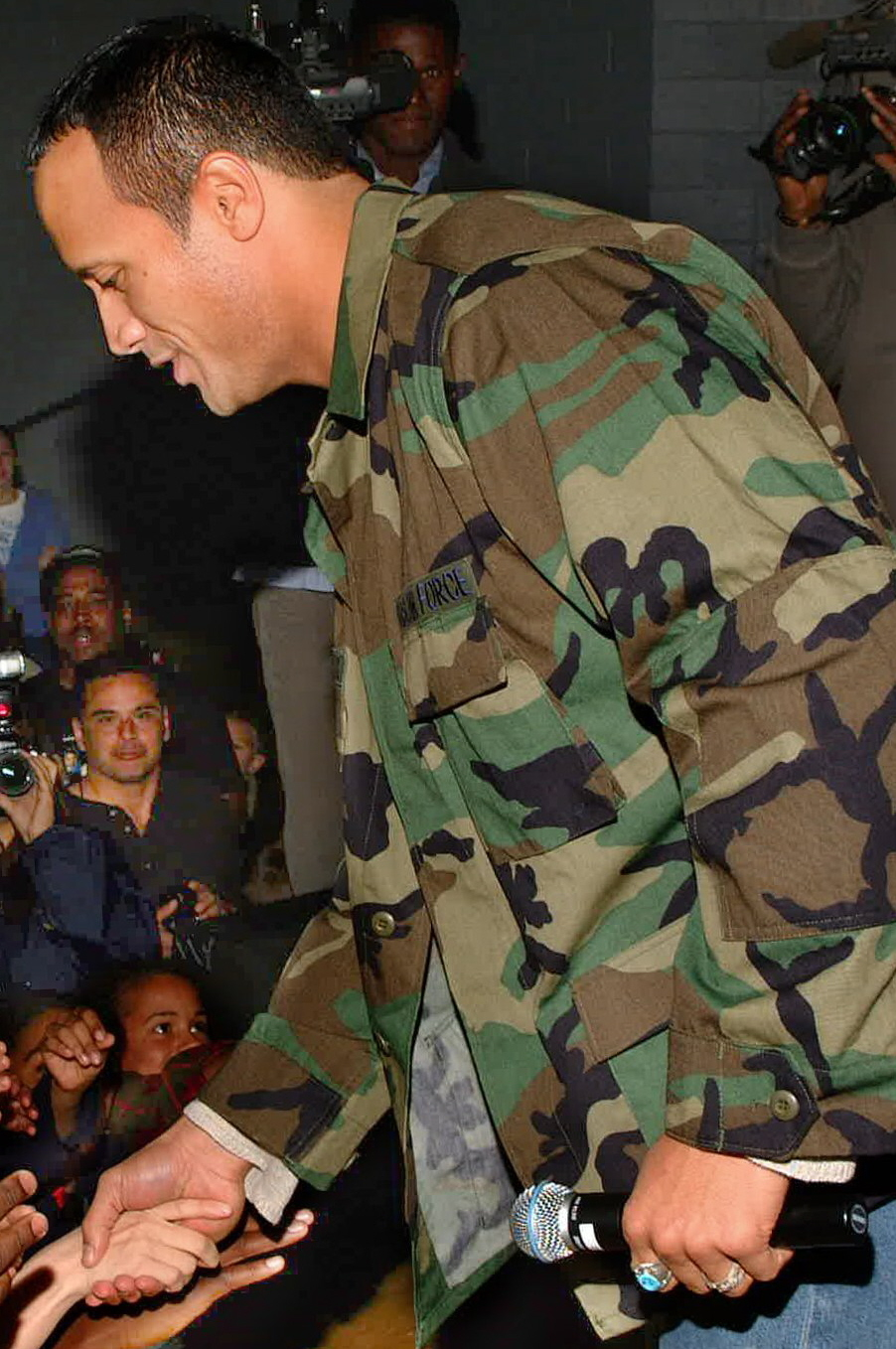
The Rock ante unos fanes en 2006.

The Rock hizo apariciones ocasionales hasta el año 2004 en WrestleMania XX, cuando el storyline gira en torno a Mick Foley que lo trajo de nuevo para ayudarlo en su feudo con Evolution (Ric Flair, Randy Orton, Triple H y Batista). Un segmento de humor en el ring involucrando a The Rock presentando su propia versión de "This Is Your Life" por Foley, el 8 de marzo en RAW. The Rock se reunió con Foley después de cinco años, como la Rock 'n' Sock Connection. El dúo llegó a perder frente a Orton, Flair y Batista en WrestleMania XX en un handicap match cuando Orton cubrió a Foley al aplicarle un RKO.
Tras ese evento The Rock sólo ha aparecido en forma civil; es decir, sin luchar, su última intervención fue una semana antes de WrestleMania 23 por medio de la pantalla titánica en la cual él mencionó que el hombre que iba a terminar siendo rapado en la Battle of Billonaries iba a ser Vince McMahon lo cual terminó siendo cierto.
El 29 de marzo de 2008, The Rock estuvo en la Ceremonia de Inducción del Salón de la Fama del 2008, e indujo a su padre Rocky Johnson y a su abuelo High Chief Peter Maivia. Participó en la película de comedia policial The Other Guys.
El 2 de octubre del 2009, en el décimo aniversario de SmackDown, The Rock hizo una aparición especial en un video pregrabado, donde saludó a sus fanes y anunció que habría un nuevo Campeón Mundial Peso Pesado en el evento Hell in a Cell, en el cual el título cambió de manos del entonces campeón CM Punk a The Undertaker, quien obtuvo la victoria.

#### Regreso formal y rivalidad con John Cena (2011-2013)

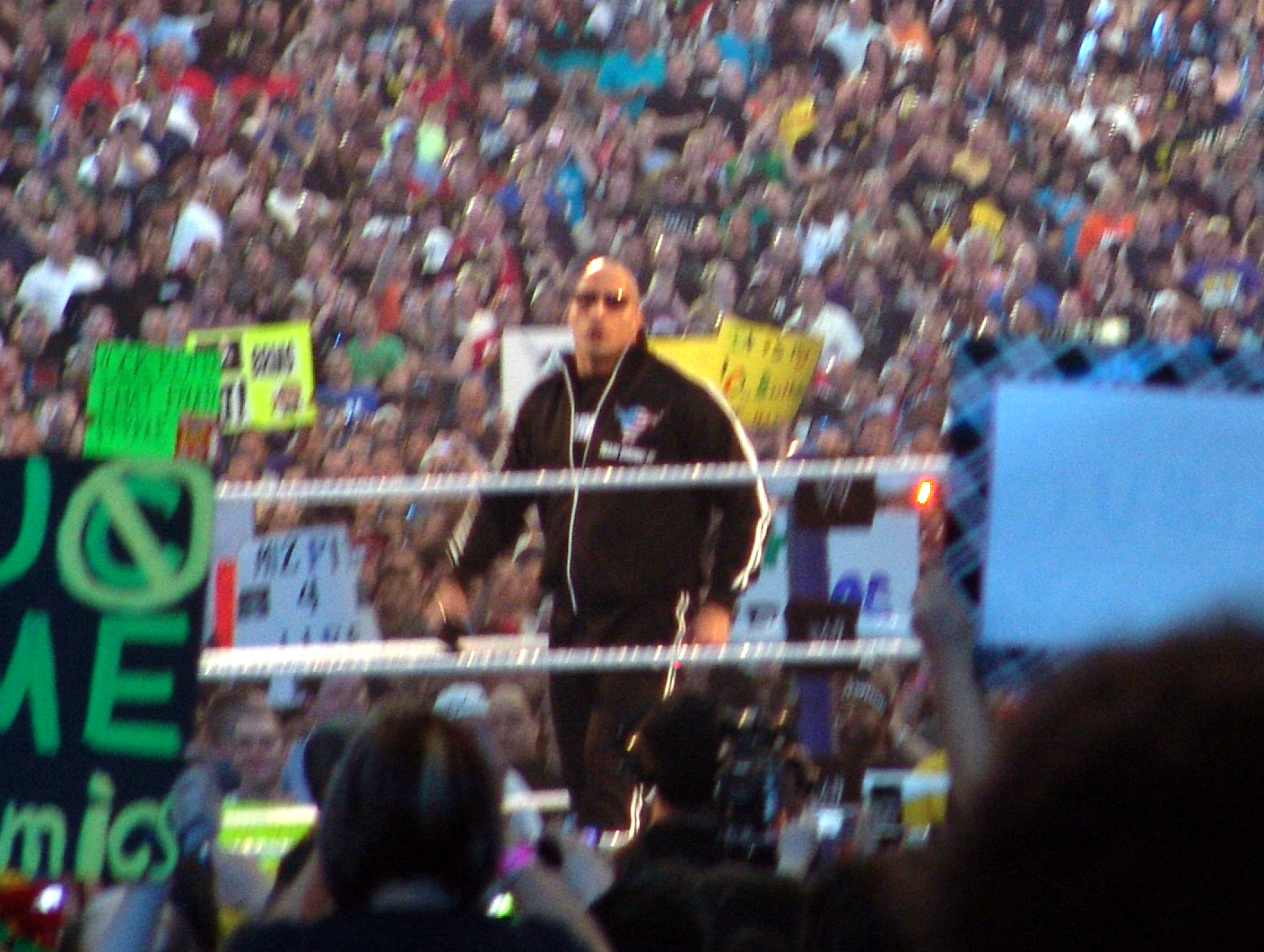
The Rock durante su discurso de introducción en WrestleMania XXVII.

El 14 de febrero de 2011, después de siete años, hizo su regreso físico a RAW. Esa noche se presentó como el anfitrión de WrestleMania XXVII. Además, durante su promo, insultó en repetidas ocasiones a John Cena. Durante las semanas siguientes intercambió insultos con John Cena por Twitter.
En la edición de RAW del 28 de marzo insultó a John Cena que después apareció para responderle, mientras tanto The Miz apareció para insultar a Cena que fue atacado por Alex Riley. The Rock le aplicó un People's Elbow a The Miz; inmediatamente después, Cena lo sorprendió por detrás, aplicándole un Attitude Adjustment. En Wrestlemania XXVII The Rock fue el anfitrión e intervino en la pelea entre The Miz y John Cena, ordenó reanudar la lucha que había acabado en empate por doble "count-out" e hizo que fuera sin descalificación y le aplicó un Rock Bottom a John Cena, ganando The Miz la lucha y reteniendo el Campeonato de la WWE, pero luego de la lucha The Rock volvió al cuadrilátero y le aplicó a The Miz un People Elbow, finalizando el Wrestlemania.
En la edición de Raw del 4 de abril Dwayne retó a John Cena para una lucha en WrestleMania XXVIII lucha que Cena aceptó. En el Monday Night Raw del 2 de mayo, celebró su 39 cumpleaños. Durante el programa apareció varias veces, dialogando con varias figuras de la WWE. Recibió un pastel por parte de Vickie Guerrero y Dolph Ziggler de donde salió Mae Young. Acto seguido, estos se rieron de ella. The Rock, les hizo callar besándose con la exluchadora. La noche terminó con Johnson en mitad del ring rodeado de confeti y globos.

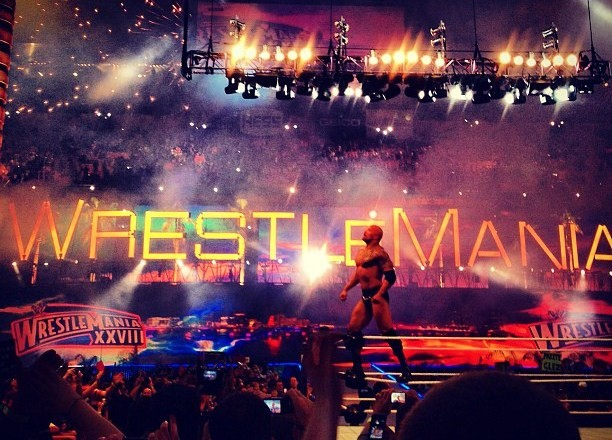
The Rock celebrando su victoria contra John Cena en Wrestlemania XXVIII.

Después de varios meses inactivo, Cena le eligió como compañero en un combate en Survivor Series para enfrentarse a The Awesome Truth (The Miz & R-Truth). En el evento, él y Cena se alzaron con la victoria, pero después del combate, le aplicó un "Rock Bottom" a Cena. Tras esto, dejó de aparecer en la WWE hasta principios de 2012, cuando él y Cena reanudaron su feudo, teniendo ataques verbales antes de su enfrentamiento durante los episodios de RAW. En WrestleMania XXVIII, The Rock derrotó a Cena después de un "Rock Bottom". Al día siguiente en RAW, ambos contendientes se mostraron respeto y The Rock se despidió prometiendo regresar para ir a por el Campeonato de la WWE. El 23 de julio en el RAW 1000th Episode, regresó interrumpiendo a Daniel Bryan y CM Punk, para anunciar que en Royal Rumble 2013 irá a por el Campeonato de la WWE, sea quien sea el campeón en ese momento. Esa misma noche, acudió a salvar a Cena de un ataque de The Big Show, pero fue atacado por CM Punk.

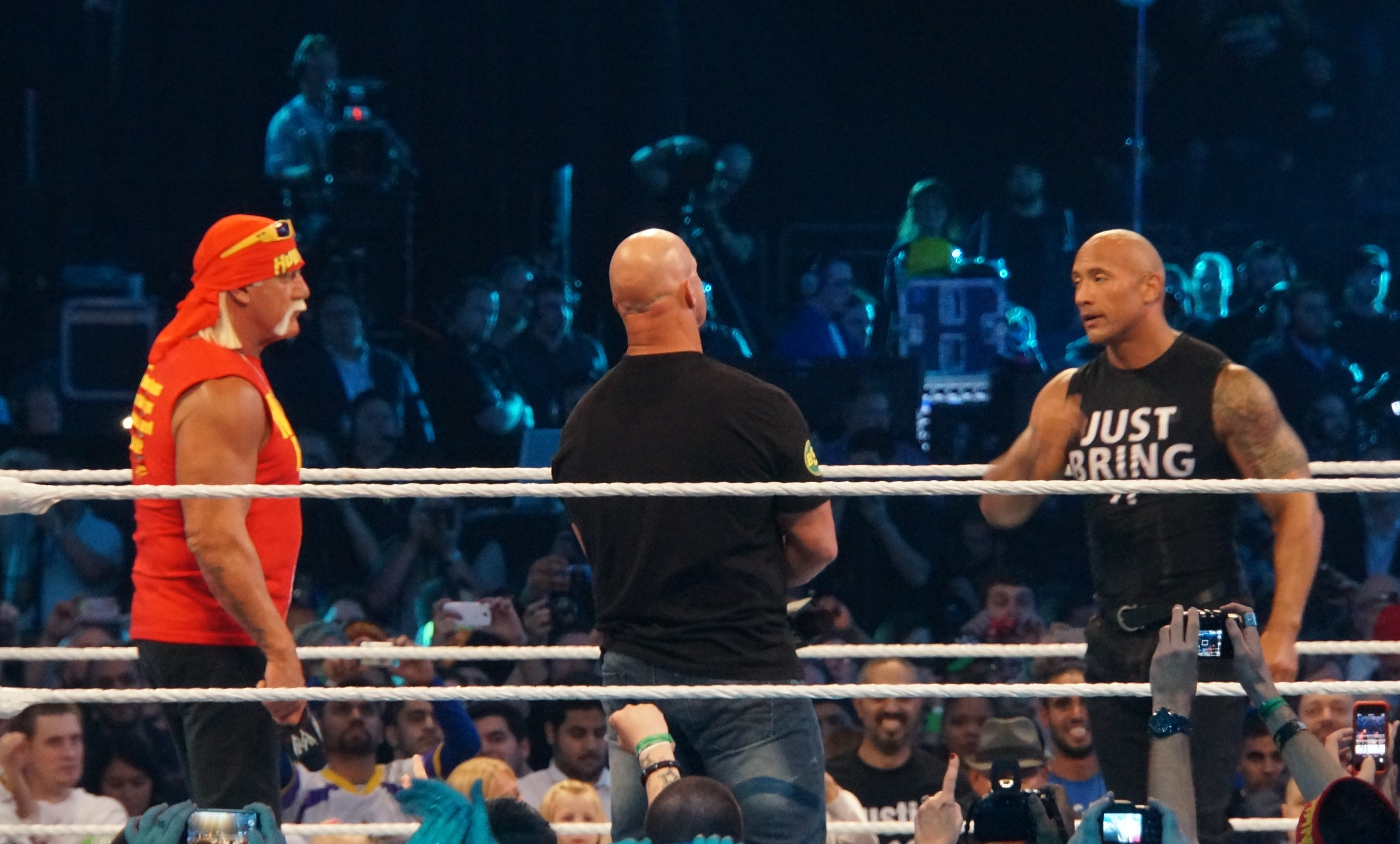
The Rock, junto a Steve Austin y Hulk Hogan haciendo una promo especial en la apertura de WrestleMania 30.

Hizo su regresó el 7 de enero en RAW para hablar con el campeón de la WWE CM Punk, y antes de eso, esa misma noche se había pactado oficialmente su pelea por el Campeonato de la WWE en el Royal Rumble 2013. Durante las semanas siguientes hubo peleas verbales y altercados, The Rock le aplicó dos Rock Bottoms a CM Punk. En Royal Rumble en su lucha contra Punk interfirió The Shield atacando a The Rock aplicándole una "Powerbomb" sobre una mesa, haciendo que Punk retuviera su campeonato, sin embargo, apareció Vince McMahon para arrebatarle el título a Punk pero The Rock pidió que el combate se reiniciara, cosa que McMahon aceptó, The Rock ganó el Campeonato de la WWE luego de derrotar a CM Punk con un People's Elbow y nuevamente en Elimination Chamber con un Rock Bottom. El 18 de febrero en RAW introdujo un nuevo diseño del campeonato de la WWE, dejando aparte el antiguo diseño del título desarrollado por John Cena años atrás. El 7 de abril en el evento principal de WrestleMania XXIX, es derrotado por John Cena después de fallar un Rock Bottom y este le aplicara un Attitude Adjustment, al finalizar la batalla se dieron la mano y se abrazaron como muestra de respeto, terminando así aparentemente el feudo entre ellos. A pesar de ser advertido en el episodio de RAW, después de WrestleMania, The Rock no estaba presente, debido a una legítima lesión con la que venía cargando desde el evento, donde se había lesionado su abdominal y, sus tendones hasta su pelvis. El general mánager de SmackDown, Booker T afirmó el derecho de The Rock, a una revancha, sin embargo, The Rock dijo que su combate en WrestleMania, probablemente sería su último combate. 

#### Apariciones esporádicas (2014-2024)
Un año después, en WrestleMania XXX, apareció junto a Stone Cold Steve Austin y Hulk Hogan haciendo un segmento. El 7 de octubre, reapareció para someter al luchador Rusev. El 10 de octubre en el programa SmackDown se encontró con Triple H en el camerino y hablaron de sus luchas y victorias.
The Rock regresó en Royal Rumble 2015 para salvar a Roman Reigns del ataque del Big Show y Kane. Y apareció en Wrestlemania 31 revelándose a Triple H y Stephanie McMahon en compañía de la luchadora de artes marciales mixtas, Ronda Rousey. Se dijo en el Raw del 21 de diciembre de 2015, que The Rock, iba a aparecer en WrestleMania 32.
El 25 de enero en Raw, regresó a WWE para anunciar su participación en WrestleMania 32, tuvo un careo con Rusev y besó a la mánager de este, Lana, y esa misma noche, confrontó a The New Day junto a The Usos. En dicho evento, fue incluido en una lucha contra Erick Rowan donde salió victorioso, marcando el récord de la lucha más corta en un WrestleMania (00:06). Tras la lucha, The Wyatt Family trató de atacarlo pero John Cena hizo su regreso a WWE después de haber sufrido una lesión de hombro.
El 2 de agosto de 2019, The Rock anunció oficialmente su retiro como luchador profesional. El 4 de octubre, regresa a WWE en SmackDown en un segmento en el que junto a Becky Lynch, atacan a Baron Corbin.
El 15 de septiembre de 2023, The Rock hizo un regreso sorpresa en un episodio de SmackDown, durante un segmento con Pat McAfee y Austin Theory, a quienes atacaría en el mismo. Esta marcó su primera aparición televisada en WWE en cuatro años. 

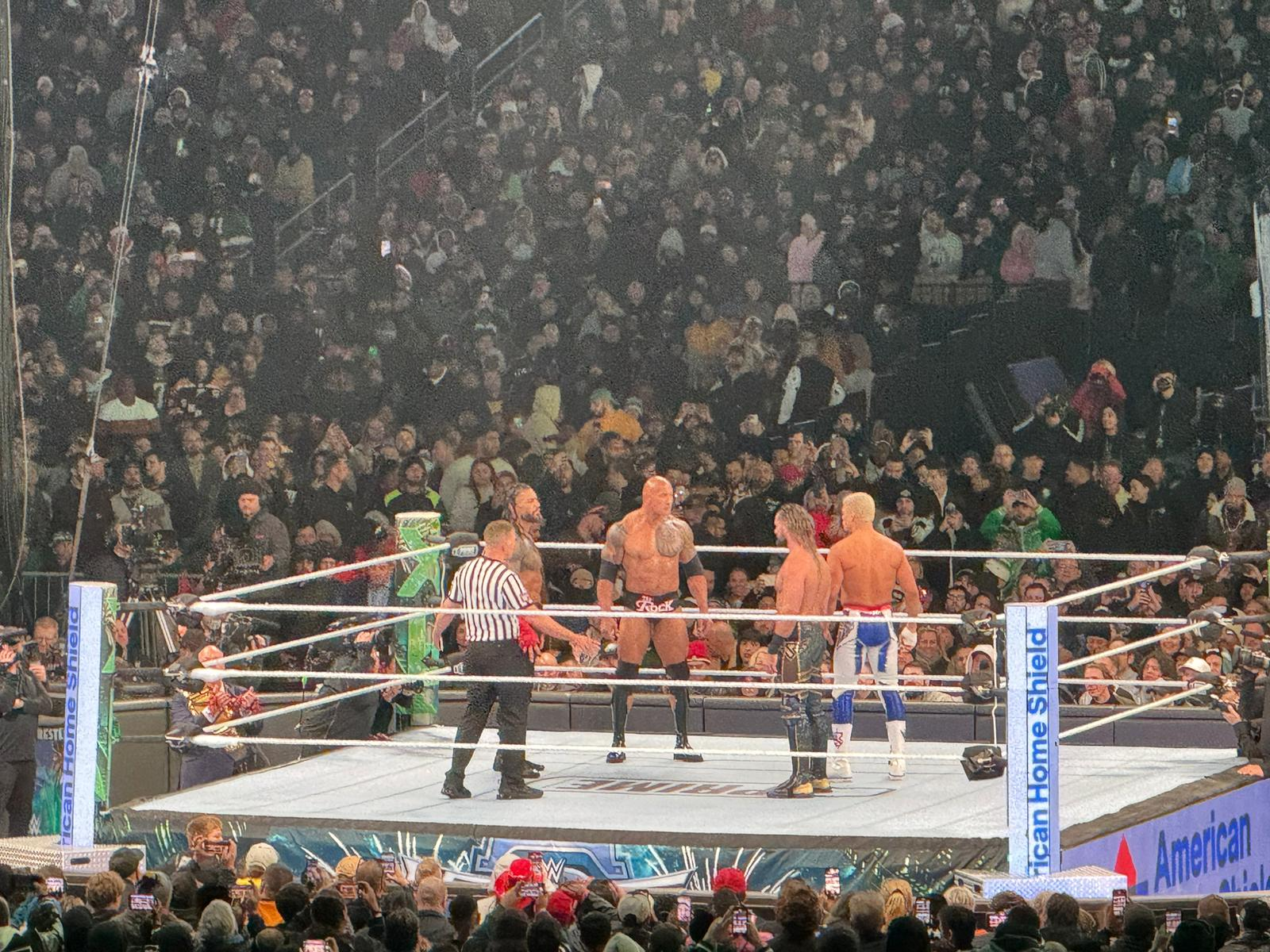
The Rock (de calzoncillos negros) junto a Roman Reigns, Seth Rollins y Cody Rhodes, encarándose antes de su lucha en WrestleMania XL, abril de 2024.

El 30 de diciembre, se reveló que el campeón no identificado que Triple H mencionó en un tuit era The Rock, quien volvía a aparecer en el especial de Año Nuevo 2024 de Raw, marcando su primera aparición en dicha marca desde 2016. Allí, interrumpió una promo de Jinder Mahal y preguntó a la múltitud si debía sentarse en la "cabeza de la mesa", haciendo una referencia a su primo Roman Reigns; acto seguido procedió atacar a Mahal. El 2 de febrero de 2024, regresó a SmackDown, donde se enfrentó a Reigns. Al día siguiente, WWE anunció en Twitter (X) que The Rock estaría en la conferencia de prensa de WrestleMania XL para enfrentarse cara a cara con Reigns nuevamente.

## Carrera como actor

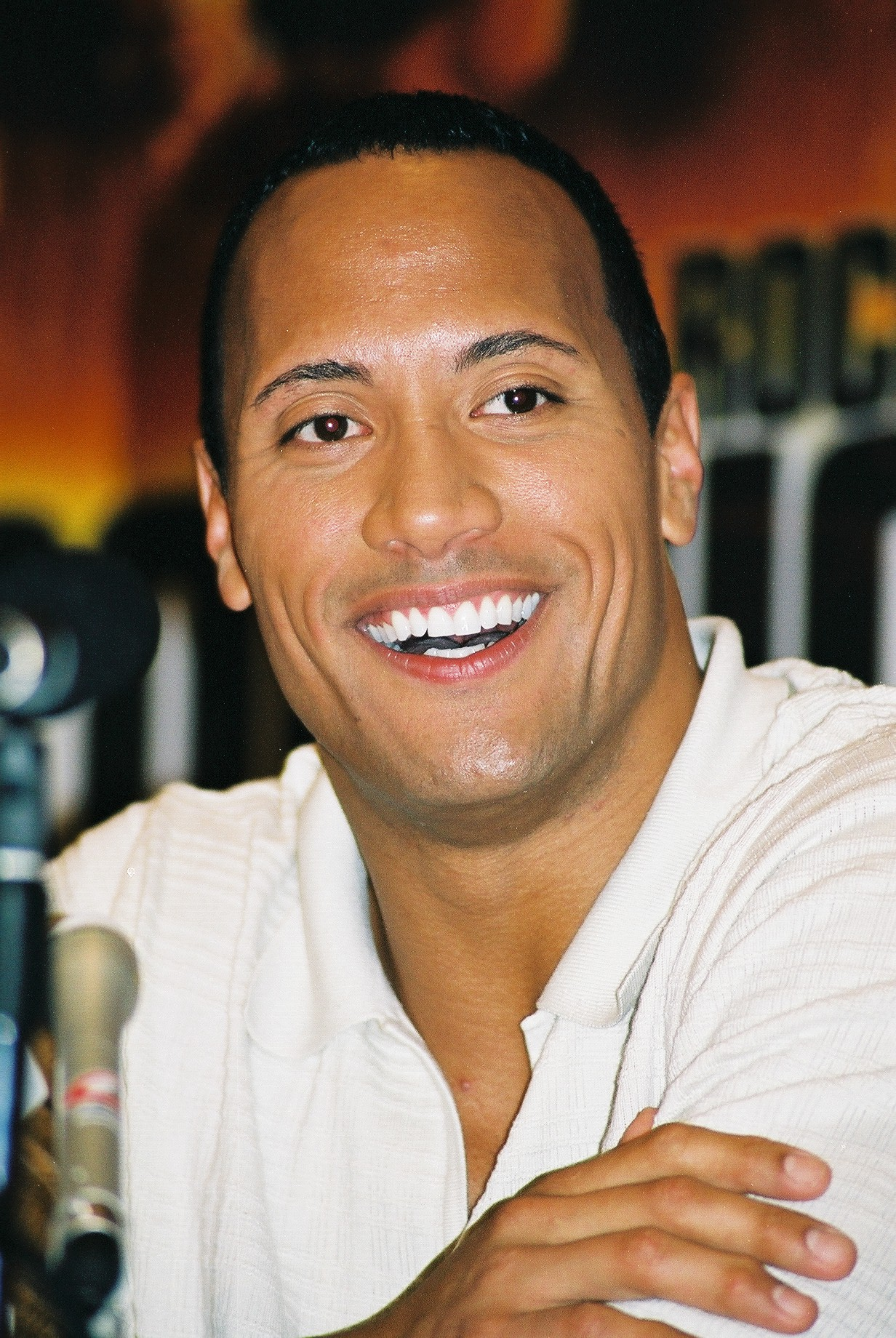
Johnson durante una rueda de prensa de El rey Escorpión, su primera película como protagonista.

El éxito de Johnson en el cuadrilátero, le permitió llegar a la popularidad, apareciendo como invitado en la canción "It Doesn't Matter" (que es una de las frases favoritas de The Rock y del cantante de R&B Wyclef Jean), apareció también en el vídeo para la canción.
Ese mismo año participó como invitado en el programa Saturday Night Live, presentando a sus compañeros de lucha Triple H, The Big Show, y Mick Foley. Según Johnson, el éxito del capítulo causó que comenzara a recibir ofertas de los estudios de Hollywood.
Participó como actor invitado en las series de televisión Star Trek: Voyager y That '70s Show.
Su primera aparición cinematográfica fue una breve aparición en el filme The Mummy Returns, el éxito de taquilla de este, conllevó a una precuela, El rey Escorpión, donde obtuvo el papel principal. Su siguiente trabajo habría sido en el proyecto de largometraje Johnny Bravo, pero la producción se suspendió.
Desde su retiro de WWE en 2004, dejó la lucha y se concentró en su carrera cinematográfica. Sin embargo su empresa continuó vendiendo productos de la marca The Rock y Johnson suele aparecer en las presentaciones de sus programas de televisión.
Siguió con sus apariciones en cine, luciendo sus talentos y habilidades deportivas, como en la película The Game Plan, donde interpreta al desafiante jugador de fútbol americano Joe Kingman; y en la comedia Superagente 86, como el Agente 23
Ha aparecido en el Guinness Book of World Records (2007), por ser el actor que ha recibido el sueldo más alto (5 millones de dólares), en su primer rol cinematográfico (The Mummy Returns).
En 2007 también hizo un cameo en la serie de Disney Channel Hannah Montana protagonizada por Miley Cyrus donde se interpretaba a sí mismo durante un episodio.
Fue el presentador en la ceremonia de entrega de premios Oscar 2008, para los mejores efectos especiales.
Fue también nominado para el premio Kids' Choice Awards 2008, por su papel en el filme The Game Plan, que finalmente ganó Johnny Depp, por Piratas del Caribe: en el fin del mundo. Ha colaborado en la entrega del premio Nickelodeon Kids' Choice Awards en marzo de 2009.
En 2011 aparece en la quinta película de la saga Fast & Furious llamada Fast Five con el papel del Agente Luke Hobbs, uniéndose como actor principal junto a Vin Diesel y Paul Walker.
En 2012 aparece en Journey 2: The Mysterious Island junto a Josh Hutcherson, Vanessa Hudgens, Luis Guzmán y Michael Caine.

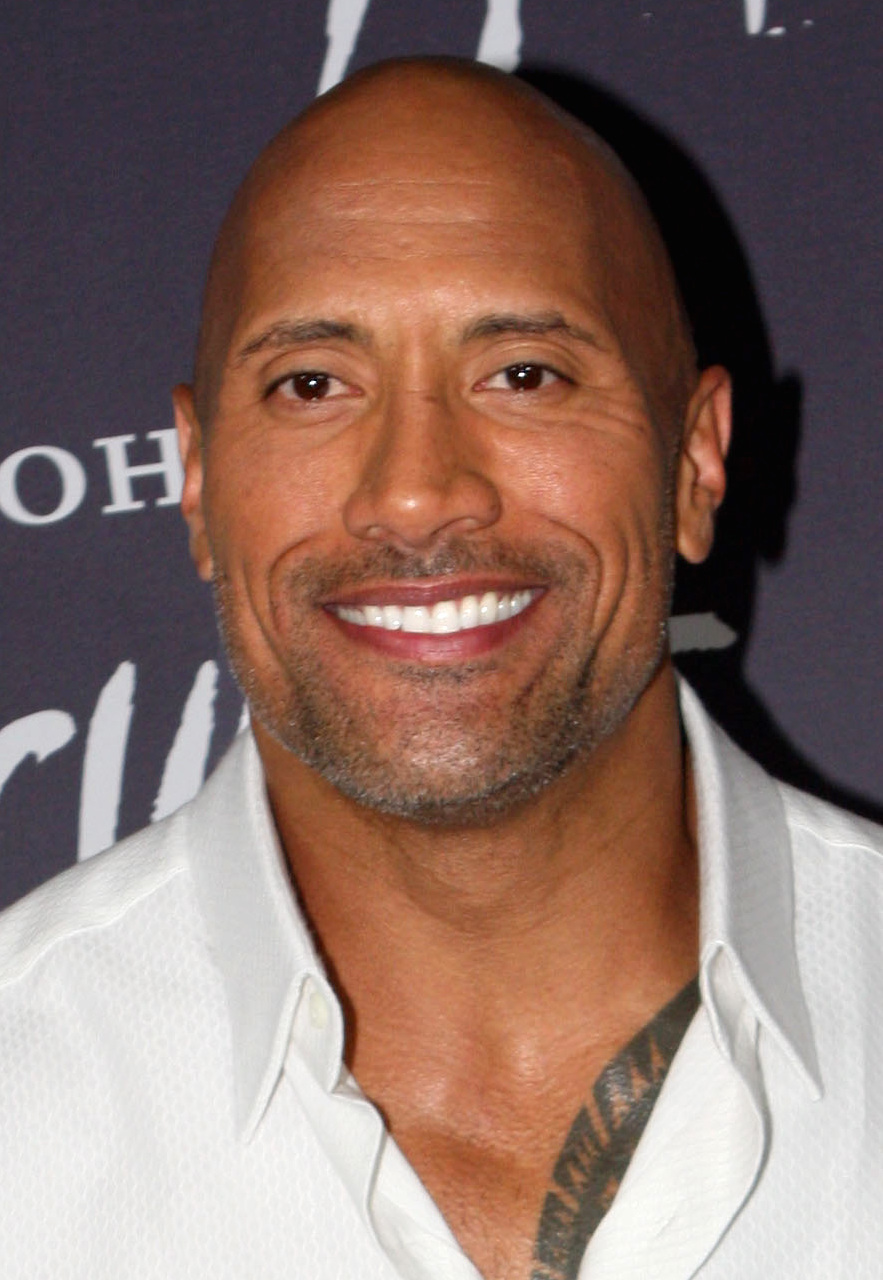
The Rock en 2014.

En el 2013 reaparece en la sexta película de The Fast and the Furious, junto a Vin Diesel y a Paul Walker esta vez en tercer lugar. Ese mismo año, y en 2014, confirmó por el mismo y a través de DC Entertainment, que está en negociaciones finales para interpretar a un personaje de DC Comics y New Line Cinema. En 2015 participa en la película Fast and Furious 7 donde llegó a pesar 141 kg.
Desde 2011 con su papel en Fast Five su fama y su carrera como actor se elevó a lo más alto, repitiendo en varias películas de acción que fueron éxito en taquilla, algunas como Pain & Gain, G.I. Joe: Retaliation, Snitch, San Andreas, Fast and the Furious, etc.
Su carrera como actor en la pequeña pantalla se basó en cameos en series, además de su participación en el programa de retransmisión de WWE como luchador.
Fue  el protagonista de la serie de televisión de la cadena norteamericana HBO Ballers en la que interpreto a Spencer Strasmore, un deportista retirado que  se dedica a ayudar a los deportistas de elite para que no desperdicien el dinero ganado en juergas y alejarlos de los escándalos. La serie tuvo una gran acogida por el público estadounidense. En España la serie se retransmitio por HBO a través de servicios de televisión por cable o satélite.
A finales del año 2016, estrenó la película Moana en la que le da la voz al coprotagonista Maui un semidios que se puede transformar en distintos animales .
Johnson fue coproductor y protagonista The King, una película sobre el rey Kamehameha Kūnuiākea, fundador y primer gobernante del Reino de Hawái'i. El proyecto fue dirigido por Robert Zemeckis a partir de un guion escrito por Randall Wallace. La película fue comparable al tono de Braveheart, dado el trabajo de Wallace en ambas películas, y representará el papel del rey en la resolución de las guerras entre las islas de Hawái. The King comenzó la producción en 2020. Johnson también estuvo vinculado a producir / protagonizar una secuela de Big Trouble in Little China, así como el proyecto en desarrollo con Shane Black enfocándose en una nueva interpretación de Doc Savage. En abril de 2018, anunció que estaba trabajando en una película que incluyó a Chris Pratt como su coprotagonista. El 14 de noviembre de 2019, Johnson anunció la fecha de lanzamiento del 22 de diciembre de 2021 para la película independiente Black Adam. en la que interpreta al legendario Supervillano de Dc comics .
En 2019 se estrenó la película biográfica Fighting with My Family sobre los comienzos de Saraya en la lucha libre profesional. Además de hacer actuar en algunas escenas con Florence Pugh y Vince Vaughn, Johnson fue productor del filme, que resultó un éxito de taquilla —alcanzando el primer puesto en el Reino Unido— y recibió críticas favorables.
En mayo de 2024 se presentaron las primeras imágenes de Johnson personificando al artemarcialista Mark Kerr para la película Smashing Machine.
También en 2024 fue la voz de Maui, en Moana 2. Este movimiento fue interpretado como un intento de recuperar a su público después del estreno de Black Adam.

## Activismo
Johnson asistió a la Convención Nacional Demócrata de 2000, como parte de la campaña no partidista de la WWE "Smackdown Your Vote", cuyo objetivo era influir en los jóvenes para que votaran. También tuvo un papel de orador en la Convención Nacional Republicana de 2000 ese mismo año.
En 2006, Johnson fundó la Dwayne Johnson Rock Foundation, una organización benéfica que trabaja con niños en riesgo y con enfermedades terminales. El 2 de octubre de 2007, él y su exesposa donaron $ 1 millón a la Universidad de Miami para apoyar la renovación de sus instalaciones de fútbol. La Universidad de Miami renombró el vestuario de los Huracanes en honor de Johnson. En 2015, Johnson donó $ 1500 a un GoFundMe para pagar la cirugía de un perro abandonado. En 2017, donó $ 25,000 a los esfuerzos de ayuda del huracán Harvey. En 2018, Johnson donó un gimnasio a una base militar en Oahu, Hawái. Después de las inundaciones de Hawái en 2018, trabajó con Malama Kauai, una organización sin fines de lucro, para ayudar a reparar los daños causados por las inundaciones. Johnson también ha trabajado con Make-A-Wish Foundation en varias ocasiones.
En 2020 apoyó a Biden y Harris en la campaña demócrata a la Casa Blanca, apoyo que en 2024 decidió retirar. 

## Vida personal

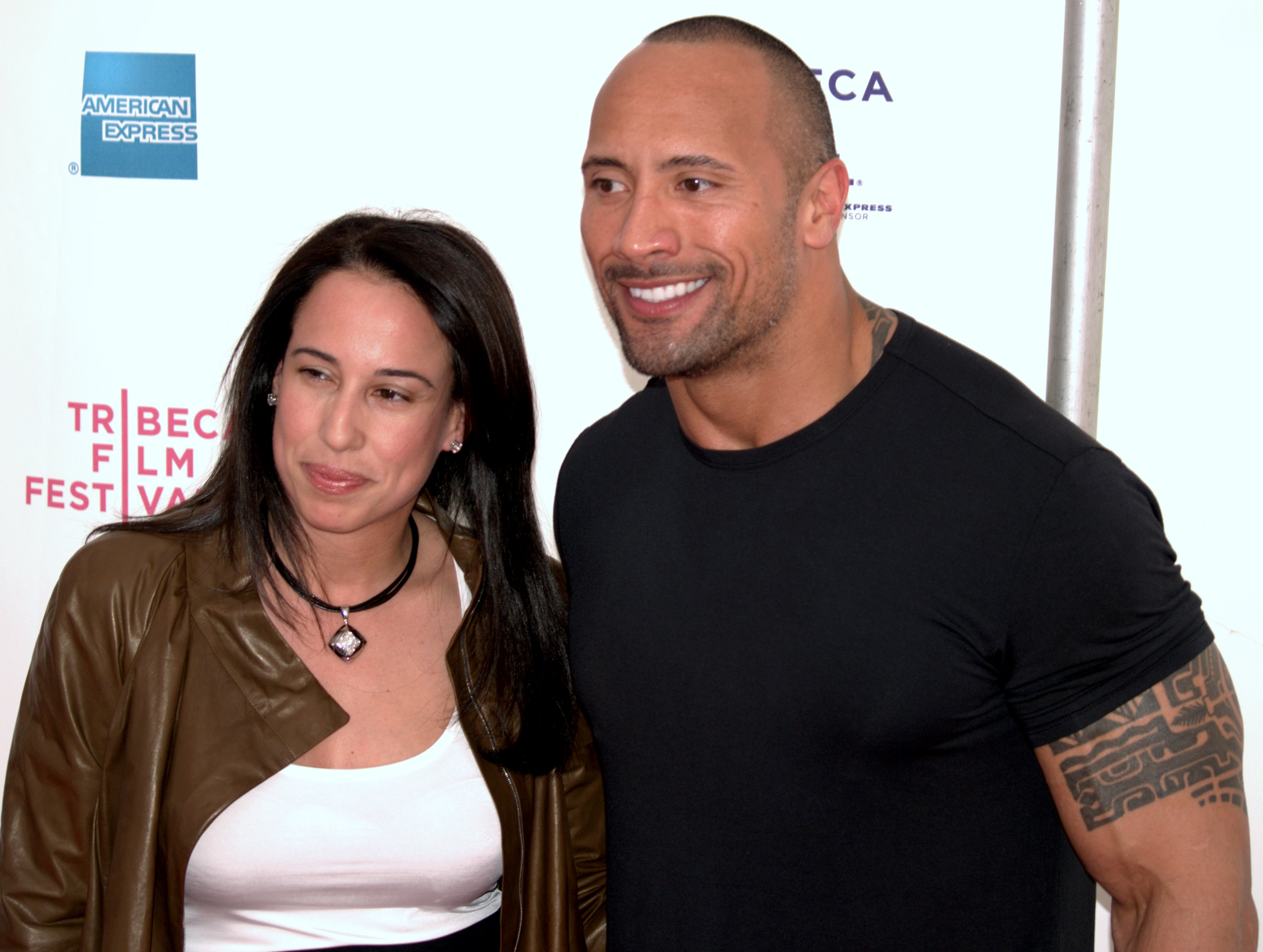
Dwayne Johnson y su ya entonces exesposa, Dany García en 2009. Mantuvieron una relación de amistad tras su divorcio.

Primero se casó con la productora de televisión y mujer de negocios de ascendencia cubana, Dany Garcia en 1997 divorciándose en 2007. Dany (Daniela) García nació el 29 de noviembre de 1968 en Miami. Dwayne y Dany dieron la bienvenida a su hija Simone Alejandra Johnson el 14 de agosto de 2001 en Davie (Florida), cabe resaltar que Simone es luchadora de tercera generación, trabajando en la WWE bajo el personaje de Ava Raine.
Después conoció a Lauren Hashian (nació el 8 de septiembre de 1984 en Lynnfield, Massachusetts) con la que tiene dos hijas: Tiana Gia Johnson (nació el 23 de abril de 2018) y Jasmine Johnson (nació en diciembre de 2015). Dwayne y Lauren se casaron en Hawái en el 2019. Lauren es hija del famoso músico John "Sib" Hashian de la banda de música rock "Boston".

## Filmografía
| Año  | Título                                 | Personaje                               | Notas                              |
| ---- | -------------------------------------- | --------------------------------------- | ---------------------------------- |
| 1999 | Beyond the Mat                         | Él mismo                                | Documental                         |
| 1999 | Star Trek: Voyager                     | Luchador Tsunkatse                      | Ciencia ficción                    |
| 2000 | Longshot                               | Mugger                                  |                                    |
| 2001 | The Mummy Returns                      | Mathayus / El rey escorpión             |                                    |
| 2002 | El rey Escorpión                       | Mathayus / El rey escorpión             |                                    |
| 2003 | El tesoro del Amazonas                 | Beck                                    |                                    |
| 2004 | Walking Tall                           | Chris Vaughn                            |                                    |
| 2005 | Be Cool                                | Elliot Wilhelm                          |                                    |
| 2005 | Doom: la puerta del infierno           | Asher «Sarge» Mahonin                   | Basada en la saga de videojuegos   |
| 2006 | Gridiron Gang                          | Sean Porter                             |                                    |
| 2007 | Reno 911!: Miami                       | Agente Rick Smith                       |                                    |
| 2007 | Southland Tales                        | Boxer Santaros / Jericho Cane           |                                    |
| 2007 | The Game Plan                          | Joe Kingman                             |                                    |
| 2008 | Get Smart                              | Agente 23                               |                                    |
| 2009 | Race to the Witch Mountain             | Jack Bruno                              |                                    |
| 2009 | Planet 51                              | Capitán Charles «Chuck» Baker           | Voz                                |
| 2010 | Tooth Fairy                            | Derek Thompson                          |                                    |
| 2010 | Why Did I Get Married Too?             | Daniel Franklin                         | No figura en los créditos          |
| 2010 | Faster                                 | Conductor                               |                                    |
| 2011 | Fast Five                              | Luke Hobbs                              |                                    |
| 2012 | Journey 2: The Mysterious Island       | Hank Parsons                            |                                    |
| 2013 | Snitch                                 | John Matthews                           |                                    |
| 2013 | Empire State                           | James Ransome                           |                                    |
| 2013 | G.I. Joe: Retaliation                  | Marvin F. Hinton / Roadblock            |                                    |
| 2013 | Fast & Furious 6                       | Luke Hobbs                              |                                    |
| 2013 | Pain & Gain                            | Paul Doyle                              |                                    |
| 2014 | Hércules                               | Hércules                                |                                    |
| 2015 | Ballers                                | Spencer Strassmore                      |                                    |
| 2015 | San Andreas                            | Ray Gaines                              |                                    |
| 2015 | Furious 7                              | Luke Hobbs                              |                                    |
| 2016 | Un espía y medio                       | Robbie Wheirdicht/Bob Stone             |                                    |
| 2016 | Moana                                  | Maui                                    | Voz                                |
| 2017 | Baywatch                               | Mitch Buchanon                          |                                    |
| 2017 | Jumanji: Welcome to the Jungle         | Spencer Gilpin / Dr. Smolder Bravestone |                                    |
| 2017 | The Fate of the Furious                | Luke Hobbs                              |                                    |
| 2018 | Rampage                                | Davis Okoye                             |                                    |
| 2018 | Skyscraper                             | Will Sawyer                             |                                    |
| 2019 | Fast & Furious Presents: Hobbs & Shaw  | Luke Hobbs                              | También productor                  |
| 2019 | Jumanji: The Next Level                | Spencer Gilpin / Dr. Smolder Bravestone |                                    |
| 2019 | Fighting with My Family                | Él mismo                                | También productor                  |
| 2021 | Jungle Cruise                          | Frank Wolff                             |                                    |
| 2021 | Red Notice                             | Agente de la Interpol                   | Película de Netflix                |
| 2021 | Fortnite: Battle Royale                | La Fundación                            | Videojuego, Temporada 8 Capítulo 2 |
| 2022 | DC League of Super-Pets                | Krypto; Anubis; Black Adam              | Papeles de voz                     |
| 2022 | Black Adam                             | Teth Adam / Black Adam                  | También productor                  |
| 2022 | Fortnite                               | Teth Adam / Black Adam                  | Videojuego, Skin                   |
| 2023 | Fast X                                 | Luke Hobbs                              | Escena poscréditos                 |
| 2024 | Red One                                | Callum Drift                            |                                    |
| 2024 | Moana 2                                | Maui                                    | Voz                                |
| 2025 | The Smashing Machine                   | Mark Kerr                               | Postproducción; también producción |
| 2026 | Moana                                  | Maui                                    | En filmación; también producción   |
| 2026 | Jumanji 3                              | Spencer Gilpin / Dr. Smolder Bravestone | En desarrollo                      |
| 2027 | Fast XI                                | Luke Hobbs                              | En desarrollo                      |
| TBA  | Fast & Furious Presents: Hobbs & Reyes | Luke Hobbs                              | En desarrollo                      |

## Campeonatos y logros

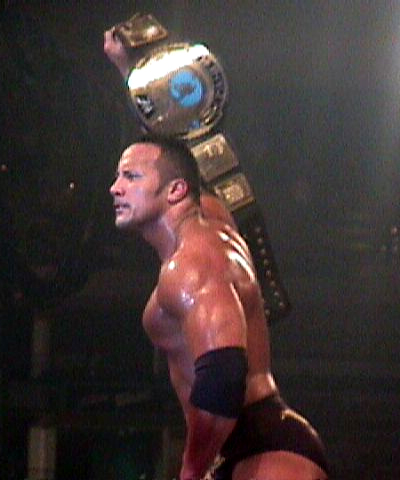
The Rock como Campeón de la WWF en 2000.

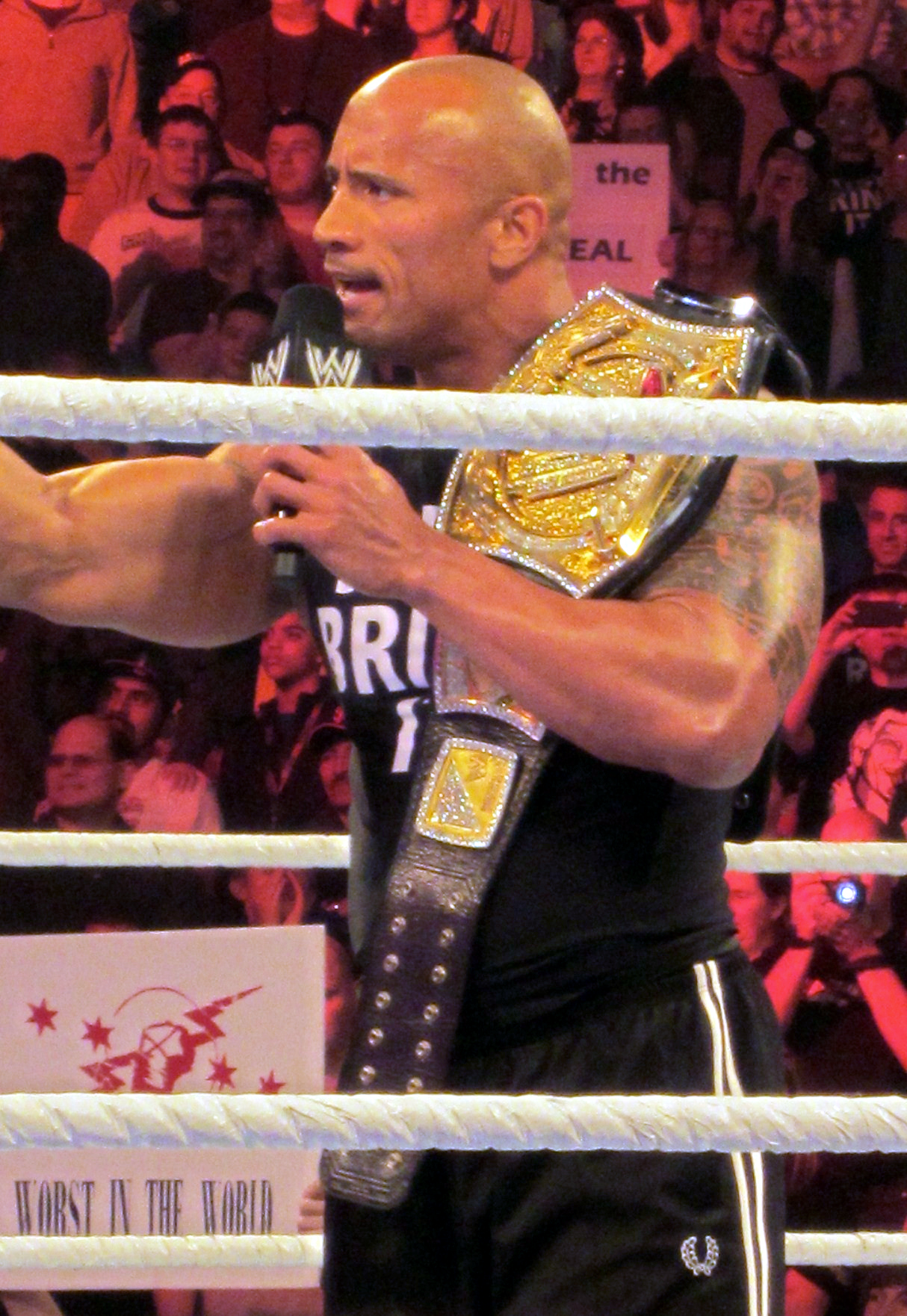
The Rock como Campeón de la WWE en 2013, siendo su primer campeonato en 10 años.

- United States Wrestling Association
  - USWA World Tag Team Championship (2 veces) – con Bart Sawyer

- World Wrestling Federation/Entertainment/WWE
  - WWE Championship[a][b] (8 veces)
  - WCW / World Heavyweight Championship (2 veces)
  - WWF Intercontinental Championship (2 veces)
  - WWF World Tag Team Championship (5 veces) - con Mankind (3), The Undertaker (1), Chris Jericho (1)
  - Royal Rumble (2000)
  - Triple Crown Champion (Sexto)
  - The People's Championship (2024, otorgado por Lonnie Ali)
  - Slammy Award (9 veces)
    - Best Actor (2014)[51]
    - Game Changer of the Year (2011) – with John Cena[52]
    - Guess Who's Back or: Return of the Year (2011)[53]
    - LOL! Moment of the Year (2012, 2013) – insulting John Cena using the history of Boston, Massachusetts – Rock Concert on the 20th anniversary episode of Raw[54][55]
    - Match of the Year (2013) – vs. John Cena for the WWE Championship at WrestleMania 29[55]
    - New Sensation (1997)[56]
    - "Tell Me You Didn't Just Say That" Insult of the Year (2014) – insulting Rusev and Lana[51]
    - "This is Awesome" Moment of the Year (2015) – con Ronda Rousey[57]

- Pro Wrestling Illustrated
  - Luchador del año (2000)[58]
  - Lucha del año (1999) vs. Mankind (Royal Rumble, 24 de enero)
  - Lucha del año (2002) vs. Hulk Hogan (WrestleMania X8, 17 de marzo)
  - Luchador más Popular del Año (1999, 2000)[59]
  - Situado en el Nº103 en los PWI 500 del 1997[60]
  - Situado en el Nº11 en los PWI 500 del 1998[61]
  - Situado en el Nº5 en los PWI 500 del 1999[62]
  - Situado en el Nº2 en los PWI 500 del 2000[63]
  - Situado en el Nº14 en los PWI 500 del 2001[64]
  - Situado en el Nº9 en los PWI 500 del 2002[65]
  - Situado en el Nº76 en los PWI 500 del 2003[66]
- Wrestling Observer Newsletter
  - WON Luchador que más dinero genera — 2000
  - WON Luchador que más dinero genera — 2011
  - WON Luchador que más dinero genera — 2012
  - WON Mejor Gimmick (1999) Bromista
  - WON Mejor en Entrevistas 1999, 2000
  - WON Más Carismático — 1999-2002, 2011, 2012
  - WON Luchador que más ha mejorado — 1998
  - Wrestling Observer Newsletter Hall of Fame (Clase de 2007)
  - Situado en Nº15 del WON Luchador de la década (2000–2009)[67]
  - Situado en el Nº3 del WON Luchador que más dinero genera de la década (2000-2009)[67]
  - Situado en el Nº4 del WON Mejor en entrevistas de la década (2000-2009)[67]
  - Situado en el Nº2 del WON Luchador más carismático de la década (2000-2009)[67]